# Thracia phaseolina
Thracia phaseolina är en musselart som först beskrevs av Jean-Baptiste Lamarck 1822.  I den svenska databasen Dyntaxa används istället namnet Thracia papyracea. Thracia phaseolina ingår i släktet Thracia och familjen Thraciidae. Arten är reproducerande i Sverige. Inga underarter finns listade i Catalogue of Life.
Höger och vänster klaff av samma exemplar:

Höger klaff
Vänster klaff